# Катастрофа C-17 на Аляске (2010)
Катастрофа С-17 на Аляске — крушение американского стратегического военно-транспортного самолёта, произошедшее 28 июля 2010 года на авиабазе Эльмендорф-Ричардсон, штата Аляска вскоре после взлёта. Все четыре члена экипажа погибли. Экипаж отрабатывал фигуры пилотажа перед выступлением на авиационном шоу «Arctic Thunder Air Show», что должно было состояться через три дня. Катастрофа стала первой в истории самолётов этого типа.

## Транспорт
Boeing C-17 Globemaster III является стратегическим военно-транспортным самолётом, который был разработан как замена грузовому Lockheed C-141 Starlifter. В отличие от своего предшественника «Lockheed C-141 Starlifter», новая модель по всем параметрам обладала большей маневренностью, а также рядом усовершенствований, к примеру, возможность дозаправки в воздухе. Однако, несмотря на это, ещё во время тестовых испытаний в 1991—1992 годах было выявлено, что на больших углах атаки возникает необходимость установки ограничителя угла атаки, поскольку возникает недостаточный уровень естественных признаков предупреждения о приближении к сваливанию при выпущенных закрылках, что требует применения автомата тряски ручки управления.

## Авария
В день полёта 28 июля 2010 года экипаж самолёта Boeing C-17 Globemaster III получили приказ отработать тренировочную задачу. 28 июля 2010 года, примерно в 18:22 по местному времени самолёт вылетел со взлетно-посадочной полосы № 06 военно-воздушной базе Эльмендорф-Ричардсон. После начального отрыва, за которым последовал левый поворот, пилот неожиданно совершил резкий поворот вправо. По мере того, как самолет набирал обороты, система предупреждения об опасности сигнализировала о том, что самолёт сваливается, но пилоты проигнорировали сообщение и продолжили выполнение поворота вправо. За этим последовала потеря оборотов и самолёт стал неуправляемым, упал и взорвался в трёх километрах от аэродрома. По показаниям капитана пожарной службы капитан Брайан Грелла (англ. Bryan Grella), после взрыва облако огня поднялось на высоту 230 м, а обломки от крушения были разбросаны на расстояние более 60 м, при этом повредив железнодорожное полотно. В катастрофе погибли все четверо членов экипажа: майор Майкл Фрейхольц (англ. Michael Freyholtz), майор Аарон Малон (англ. Aaron Malone), капитан Джеффри Хилл (англ. Jeffrey Hill), старший сержант Томас Э. Сикардо (англ. Thomas E. Cicardo). Воздушное шоу прошло, как было и запланировано, с церемонией дани памяти погибшим летчикам.

## Расследование
Расследование выявило, что все системы самолёта были исправны и крушение транспортного средства за 184 млн долларов произошло по ошибке пилота. Пресс-секретарь тихоокеанских ВВС США капитан Алисия Харви (англ. Alysia Harvey) заявила, что не имеет особого значения, кто и на каком месте сидел во время катастрофы. По соображениям безопасности для семьи виновника катастрофы имя этого военнослужащего официально так и не было озвучено. Согласно докладу, причинами катастрофы стало «самоуверенное поведение» пилота, а также халатность второго пилота, который не предвидел дальнейшее развитие событий и лишь докладывал на землю о том, что температура и высота в норме.